# Boudrac
 Boudrac  es una población y comuna francesa, en la región de Mediodía-Pirineos, departamento de Alto Garona, en el distrito de Saint-Gaudens y cantón de Montréjeau.

## Demografía
| 312 | 237 | 337 | 345 | 466 | 436 | 694 | 451 | 433 | 430 | 411 | 409 | 404 | 391 | 443 | 288 | 241 | 358 | 319 | 352 | 305 | 283 | 287 | 256 | 244 | 192 | 165 | 148 | 150 | 144 | 126 | 122 |
| Para los censos de 1962 a 1999 la población legal corresponde a la población sin duplicidades (Fuente: INSEE [Consultar]) |     |     |     |     |     |     |     |     |     |     |     |     |     |     |     |     |     |     |     |     |     |     |     |     |     |     |     |     |     |     |     |